# Řád polární hvězdy

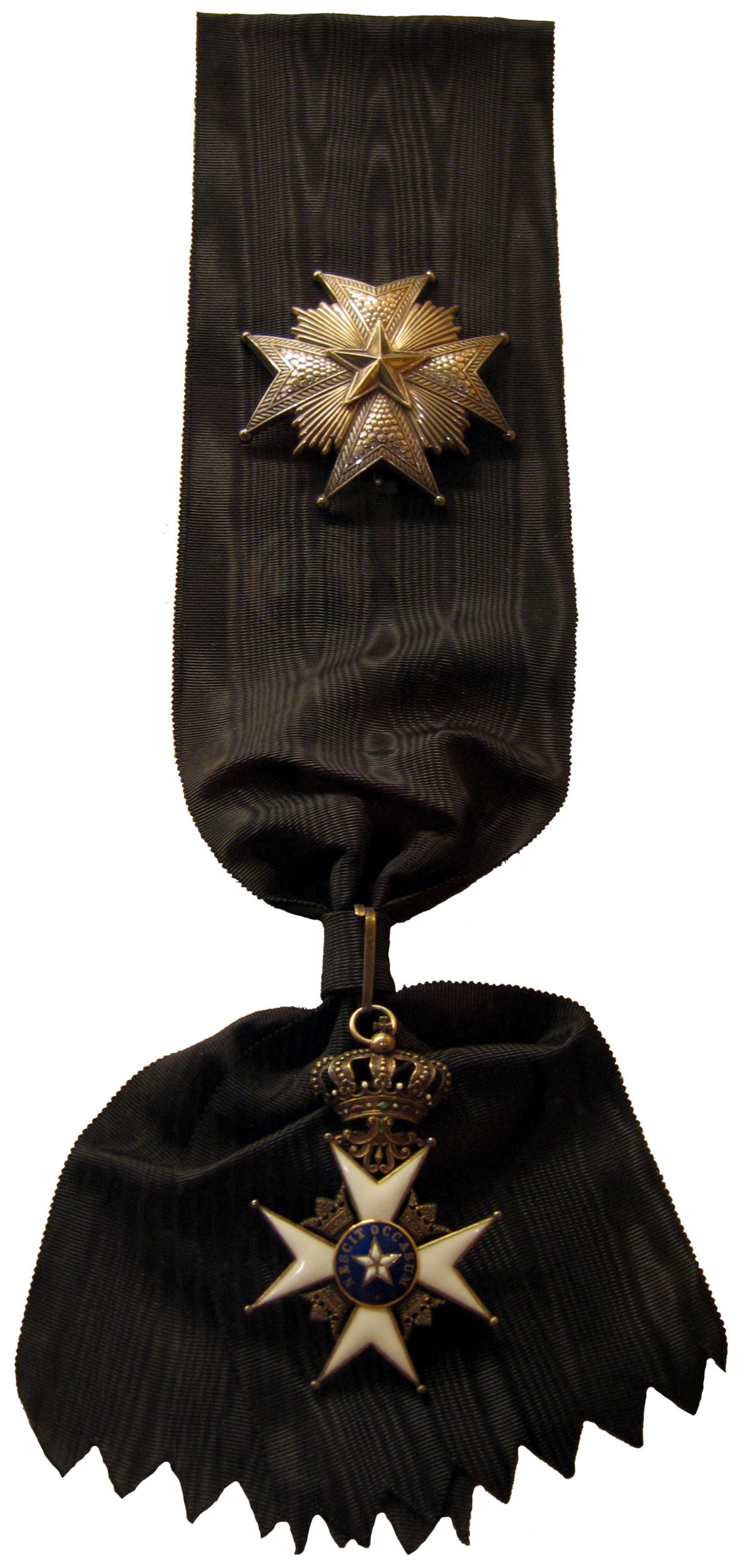
Insignie řádu na černé stuze.

Řád polární hvězdy (švédsky Nordstjärneorden) je švédský rytířský řád založený spolu s Řádem meče a Řádem Serafínů králem Fridrichem I. Švédským 23. února 1748. Původně vznikl jako řád pro ocenění civilních zásluh, ale v roce 1975 byl jeho účel změněn a je udělován členům královské rodiny, politikům, vysokým zahraničním funkcionářům či zahraničním návštěvám.
Řádovou barvou používanou na stuhy byla černá, která ve spojení se zlatým odznakem (Polárkou) symbolizovala osvícení z temnot za pomocí kultury. Po roce 1975 jsou stuhy modré se zlatými kraji. Motto řádu je stále stejné latinské „Nescit occasum“, což znamená „nezná západu“.
Řád je udělován v pěti třídách, přičemž ženy a duchovní jsou nazýváni pouze jako členové řádu.

## Třídy
- komandér velkokříže (KmstkNO) nosí odznak na řetězu nebo velkostuze od pravého ramene a hvězdu na levé části hrudi
- komandér 1. třídy (KNO1kl) nosí odznak na krku a hvězdu na levé části hrudi
- komandér (KNO) nosí odznak na krku
- rytíř 1. třídy (RNO1kl/LNO1kl[p 1]) nosí odznak na stuze vlevo
- rytíř (RNO/LNO[p 1]) nosí odznak na stuze vlevo

Součástí řádu je také medaile.